# 스카니아 P-시리즈
스카니아 P-시리즈는 스카니아에서 판매하는 트랙터의 한종류이다. 대한민국에선 1991년에 아시아자동차에서 수입되었다.

## 스카니아 P-시리즈의 변천사
스카니아 P-시리즈는 우리가 흔히 각스카니아라고 부르는 2세대와 1996년에 출시된 3세대의 통합적인 후속 처종으로서 스카니아 T-시리즈와는 달리 지붕이 낮은 일반적인 트랙터를 가리킨다. 2004년에 처음으로 출시가 되었으며 2009년과 2013년에 각각 한번씩 페이스리프트를 거쳤고 2016년에 후속 차종인 5세대에게 자리를 물려주고 4세대는 단종이 되었다. 대한민국에서는 각스카니아라고 부르는 2세대부터 1991년에 아시아자동차에서 처음으로 수입해왔으며 주로 단거리나 중/장거리의 트레일러를 견인하는 데에 사용된다.

## 경쟁 차종
- 현대 엑시언트
- 타타대우 노부스
- 타타대우 프리마
- 메르세데스-벤츠
- MAN TGS
- 볼보트럭
- 이베코

## 같이 보기
- 스카니아
- 화물자동차
- 트레일러
- 트랙터
- 상용차
- 스카니아 대형트럭 시리즈
- 스카니아 G-시리즈
- 스카니아 R-시리즈
- 스카니아 T-시리즈